# Devanand Rittoo
 (octobre 2012).
Devanand Rittoo est un homme politique mauricien. Il exerce les fonctions de ministre du Sport et des Loisirs[Quand ?].